# Palacio de los Deportes (Tucumán)
El Palacio de los Deportes es un estadio cubierto ubicado en la ciudad de San Miguel de Tucumán, Tucumán, Argentina. Este coliseo se halla dentro del Parque 9 de Julio cerca del viejo Autódromo Nasif Estéfano, actual pista de ciclismo municipal.

## Historia
Originalmente el recinto se conocía como Anfiteatro 9 de Julio, comenzando su construcción en 1962 por obra del arquitecto Enrique Gallardo Vázquez. Posteriormente las obras fueron interrumpidas hasta 1977, cuando son retomadas para finalizar el estadio y construir la cubierta. Estas se realizaron en un plazo de 4 días, siendo finalmente inauguradas el 24 de septiembre de 1977 por el gobernador Antonio Domingo Bussi y el presidente de la nación Jorge Rafael Videla.
Durante los siguientes años el Palacio de los Deportes albergó múltiples eventos como recitales de artistas como Charly García, Fito Páez, Luis Alfredo Spinetta, Soda Stereo, entre otros o el Campeonato Mundial de Tiro al Plato de 1981. Además se efectuaron actos escolares y torneos de diversas disciplinas deportivas.
En 1990 el Palacio de los Deportes fue propuesto como subsede del Mundial de Baloncesto de ese mismo año. Para ello iba a remodelarse la arena pero a la postre fue descartada en razón del estadio Delmi de Salta.Ya en los años posteriores se anunciaron distintos proyectos de remodelación del estadio en 1994 y 1999 que no se concretaron.
En 2007 y 2009 Julio Bocca y Joan Manuel Serrat no pudieron finalizar ni comenzar sus espectáculos a raíz de goteo en el techo y deterioro general en la estructura.Por esta razón en 2013 el gobernador José Alperovich y el secretario de obras públicas José López prometieron construir un microestadio deportivo; y en 2018 el municipio capitalino propuso reformar el coliseo en un Centro de Espectáculos Polifuncionales con capacidad para 7000 espectadores sentados.
En el año 2022 el Palacio de los Deportes comenzó a ser remodelado integralmente tras años de abandono, reconstruyendo el techo, cabinas de transmisión, boleterías y renovándose los vestuarios, accesos, sanitarios y la cancha para múltiples deportes. Así el pabellón deportivo fue inaugurado el 28 de septiembre de 2023, en vísperas del 338 aniversario de San Miguel de Tucumán, por el intendente Germán Alfaro junto a la Banda XXI y al grupo musical Yesterday.

## Descripción
El Palacio de los Deportes posee capacidad para 5000 espectadores sentados y 6000 para recitales ocupando una superficie de 3200 metros cuadrados. El recinto cuenta con vestuarios, sanitarios, cabinas de transmisión, boleterías y una cancha deportiva de piso de madera. Esta puede utilizarse para baloncesto, tenis, voleibol, entre otros. También un techo de madera y metal que recubre todo el recinto.Luego de su reinauguración, el coliseo deportivo se utilizará para dictar clases de distintos deportes y para albergar eventos escolares y deportivos.

## Eventos
En el Palacio de los Deportes se realizaron diversos eventos a lo largo de su historia:

### Deportes
- Campeonato Mundial de Tiro al Plato de 1981

### Recitales
- Charly García
- Fito Páez
- Luis Alberto Spinetta
- Litto Nebbia
- Piero
- Juan Carlos Baglietto
- Menudo
- Banda XXI

### Espectáculos
- Julio Bocca
- Festival 50 años LV7